# مارته کریستوفرسن
مارته کریستوفرسن (انگلیسی: Marthe Kristoffersen؛ زادهٔ ۱۱ اوت ۱۹۸۹) اسکی‌باز صحرانوردی اهل نروژ است.